# آرگایل (ویرجینیای غربی)
آرگایل (به انگلیسی: Argyle) یک منطقهٔ مسکونی در ایالات متحده آمریکا است که در شهرستان لوگان، ویرجینیای غربی واقع شده‌است.